# (754) Malabar
(754) Malabar ist ein Asteroid des Hauptgürtels, der am 22. August 1906 vom deutschen Astronomen August Kopff in Heidelberg entdeckt wurde.
Der Asteroid wurde nach der indonesischen Stadt Malabar auf West-Java benannt. Dies geschah zur Erinnerung an eine niederländisch-deutsche Expedition zur Weihnachtsinsel zur Beobachtung der Sonnenfinsternis 1922.